# Kabarett A-Z
Hinter dem Namen Kabarett A-Z verbirgt sich das Kölner Schauspiel-Duo Corinne Walter und Frank Zollner sowie das gleichnamige Theater.
Einem größeren Publikum wurden sie durch ihre Fernsehauftritte in der RTL-Show „Samstag-Nacht“, in den Sat.1-Sendungen „Koschwitz“ und „Die Harald-Schmidt-Show“ und durch die Sendungen „Stuttgarter Kabarett-Festival“ (SDR), „Blaue Stunde“ (MDR) und „Hüsch & Co“ (Südwest 3) bekannt. Gleichfalls wurden Ausschnitte aus ihrem Programm in mehreren Rundfunkanstalten gesendet, zum Beispiel im WDR, ORF und SWR.

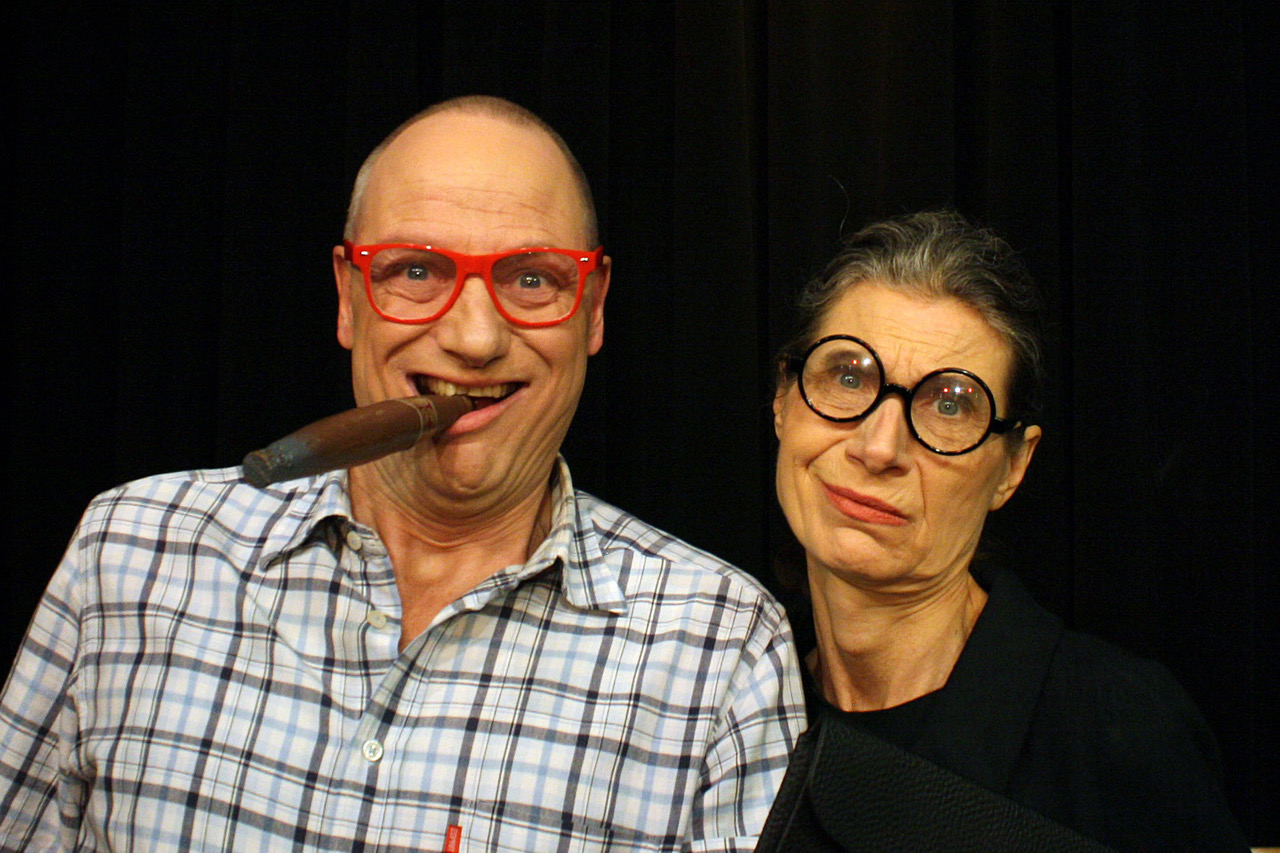
Kabarettduo Corinne Walter und Frank Zollner in ihrer Komödie "Vorsicht bissiger Vermieter!"

## Geschichte
Corinne Walter und Frank Zollner legten 1990 die staatliche Schauspielprüfung am Badischen Staatstheater Karlsruhe ab. Seitdem arbeiten sie erfolgreich zusammen und sind auch privat ein Paar. Von 1990 bis 2008 tourten sie mit eigenen Kabarettprogrammen durch Deutschland. Seit 1994 treten sie erfolgreich mit ihrem Programmen auf. 1995 zogen sie nach Köln und spielten dort erst auf allen wichtigen Kleinkunstbühnen. Heute bringen sie in ihrem Theater als Schauspieler und Regisseure jedes Jahr ein neues Stück in Eigenproduktion zur Aufführung. Autor Frank Zollner bietet seine Komödientexte seit Juni 2020 auch für andere Theater und freie Gruppen an.

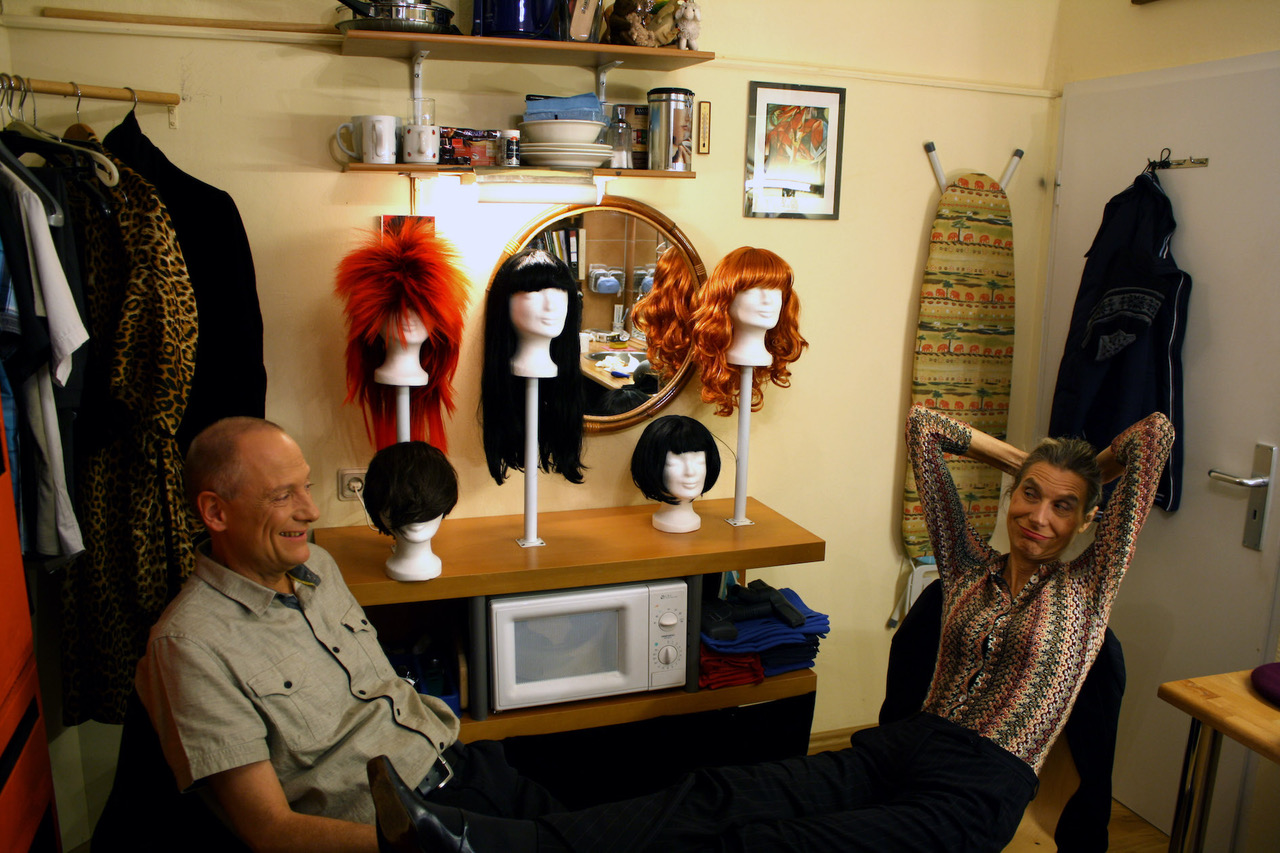
Kabarettduo Kabarett A-Z Corinne Walter und Frank Zollner in ihrer Garderobe

## Kabarett A-Z – das Theater in Köln
Nach über 15 Jahren auf Tournee wurde das Duo Kabarett A-Z 2008 in Köln sesshaft und eröffnete im Rahmen der 8. Kölner Theaternacht am 2. Oktober 2008 in der Kölner Innenstadt unter seinem Namen ein Kleinkunst-Theater mit 30 Plätzen.
Dort treten sie selbst mit ihren gesellschaftskritischen Kabarett-Produktionen sowie ihren Komödien auf. Außerdem ist Frank Meyer mit verschiedenen Literaturlesungen zu hören und zu sehen. Von 2009 bis 2014 standen das Kindermärchen „Der Teufel mit den 3 goldenen Haaren“ von den Brüder Grimm und das Solotheaterstück „Finnisch“ von Martin Heckmanns in Inszenierungen des Regisseurs Peter Dorsch auf dem Programm. Im Jahr 2021 feiert die neue Produktion Ich habe Klima Premiere.

## Komödien
- 2014–2017: Der Zoff aus dem die Träume sind (Regie: KABARETT A-Z)

- 2016 bis heute: Mach mir den Single! (Regie: KABARETT A-Z)

- 2017 bis heute: Der literarische Sexshop (Regie: KABARETT A-Z)
- 2020 bis heute: Vorsicht bissiger Vermieter! (Regie: KABARETT A-Z)
- ab 2021: Ich habe Klima! (Regie: KABARETT A-Z)

## Kabarettprogramme
- 1989–1991: Höllisches Vergnügen (Regie: Peter Dorsch, Thalia Theater Hamburg)
- 1990–2014: Nächsten-Hiebe (Regie: Jochen Nötzelmann, Landestheater Marburg)
- 1996–2014: Hirnlos Glücklich (Regie: Hans Kieseier, Stunksitzung Köln)
- 2010–2013: Schamlos Ehrlich (Regie: KABARETT A-Z)
- 2009–2014: Der Teufel mit den 3 goldenen Haaren (Kinderstück, Regie: Peter Dorsch)
- 2013–2014: Lockruf des Lasters (Regie: KABARETT A-Z)
- 2015: Best Of KABARETT A-Z (bis heute in wechselnden Versionen)
- 2015–2017: Ein Urlaub packt aus (Regie: KABARETT A-Z)
- 2018 – heute: Das Grunzen der Rampensau (Regie: KABARETT A-Z)

## TV und Hörfunk
- RTL Samstag Nacht
- Harald-Schmidt-Show
- Koschwitz
- Stuttgarter Kabarett-Festival
- Hüsch & Co.
- diverse Hörfunk-Ausschnitte im WDR, ORF, SWR und SR

## Kurzfilme und Kurzfilmpreise
- 2004: Reise nach Absurdistan gewann den 1. Preis der Hochschule der Medien in Stuttgart, den 3. Preis beim Kurzfilmfestival "Funniest Shorts" in Schongau (2005) und den Publikumspreis "Bester Film"  bei "Abgedreht" beim Internationalen Kurzfilmfestival Sulzbach-Rosenberg (2005).
- 2004: Echte Kerle
- 2005: Bombastisch, Liebling!

## Kleinkunstpreise
- Kölner Comedy Cup
- "Die Goldene Resonanz", Saarländischer Kulturpreis für Darstellende Kunst
- Harlekin Sachsen

## Zusammenarbeit
Der Kölner Schauspieler und Rundfunksprecher Frank Meyer tritt regelmäßig im KABARETT A-Z als Gastkünstler auf. Die Theatergemeinde Köln nahm das KABARETT A-Z 2009 in ihr Programm auf. Seit 2008 ist es Mitglied der Kölner Theaterkonferenz.
Corinne Walter führte 2002 und 2004 Regie beim Kölner Politkabarett-Duo Seibel & Wohlenberg. Frank Zollner führte 2013 Regie bei "Fatal Banal" und spielte in der Saison 2009–2010 das Solotheaterstück "Finnish" von Martin Heckmanns in der Regie von Peter Dorsch.